# Шапекоэнсе
«Шапекоэ́нсе» (порт. Associação Chapecoense de Futebol) — бразильский футбольный клуб из города Шапеко, штат Санта-Катарина. С 2014 по 2019, и в 2021 году выступал в Серии A чемпионата Бразилии.

## История
Футбольный клуб «Шапекоэнсе» (дословный перевод названия — Ассоциация футбола города Шапеко) был основан 10 мая 1973 года при объединении клубов «Атлетико Шапекоэнсе» и «Индепенденте».
Уже в 1977 году клуб выиграл свой первый титул чемпионов штата Санта-Катарина, обыграв в финале турнира со счётом 1:0 «Аваи». Через год «Шапекоэнсе» дебютировал в высшем дивизионе чемпионата Бразилии — Серии A. В первом сезоне в элите команда финишировала на 51 месте. В 1979 году «Шапекоэнсе» был на 93 месте в Серии A, после чего вылетел в низший дивизион.
В 1996 году «Шапекоэнсе» выиграл свой второй чемпионат штата. С 2002 по 2006 год по спонсорскому контракту клуб назывался «Associação Chapecoense Kindermann/Mastervet».
В 2007 году команда в третий раз выиграла чемпионат штата, а также приняла участие в Серии C Бразилии, куда попала благодаря победе в Кубке штата 2006 года. «Зелёные» вылетели на ранней стадии турнира. В 2009 году «Шапекоэнсе» занял третье место во вновь образованной Серии D Бразилии и квалифицировался в Серию C на следующий сезон. В следующем году команда дошла до 1/4 финала Серии C и лишь одного шага ей не хватило до повышения статуса. В итоге — 7-е место по итогам года. В 2012 году команда сумела занять третье место в Серии C и получить путёвку в Серию B.
В сезоне 2013 года во втором эшелоне бразильского чемпионата «Шапекоэнсе» занял второе место, уступив чемпионство клубу «Палмейрас». Это место позволило команде обеспечить прямое повышение в элитный дивизион. Таким образом, коллектив из Шапеко в сезоне 2014 после перерыва длиной в 35 лет вновь принял участие в Серии А.

### Гибель команды в авиакатастрофе
28 ноября 2016 года самолёт, перевозивший команду на первый финальный матч Южноамериканского кубка 2016 против клуба «Атлетико Насьональ», потерпел авиакатастрофу на территории Колумбии. На борту находилось 77 человек.
В результате авиакатастрофы погибла бо́льшая часть команды, в том числе её капитан Клебер Сантана и все члены тренерского штаба, а также президент клуба Сандро Палаоро.

### Обладатели Южноамериканского кубка 2016
5 декабря 2016 года КОНМЕБОЛ приняло предложение руководства «Атлетико Насьоналя», команды, с которой «Шапекоэнсе» должен был играть в финале ЮАК-2016, и объявило клуб «Шапекоэнсе» победителем Южноамериканского кубка 2016 года.
| №  | Игрок                | Позиция | Возраст | Игры | Голы | Примечание                                                                           |
| -- | -------------------- | ------- | ------- | ---- | ---- | ------------------------------------------------------------------------------------ |
| 1  | Данило Падилья       | Вр      | 31      | 7    |      | Погиб                                                                                |
| 12 | Нивалдо              | Вр      | 42      |      |      |                                                                                      |
| 24 | Жаксон Фолман        | Вр      | 24      | 1    |      | Выжил в авиакатастрофе, ампутирована нога                                            |
| 2  | Жименес              | Защ     | 21      | 5    |      | Погиб                                                                                |
| 3  | Рафаэл Лима          | Защ     | 31      | 1    |      |                                                                                      |
| 4  | Нето                 | Защ     | 31      | 4    |      | Выжил в авиакатастрофе, стал капитаном клуба, завершил карьеру в конце 2019 года     |
| 6  | Денер                | Защ     | 25      | 7    |      | Погиб                                                                                |
| 13 | Марсело              | Защ     | 25      |      |      | Погиб, в финале должен был дебютировать в заявке                                     |
| 14 | Демерсон             | Защ     | 30      | 1    |      |                                                                                      |
| 15 | Филипе Машадо        | Защ     | 32      | 3    |      | Погиб                                                                                |
| 21 | Матеус Карамело      | Защ     | 22      | 3    |      | Погиб                                                                                |
| 27 | Виллиан Тиего        | Защ     | 30      | 7    |      | Погиб                                                                                |
| 28 | Алан Рушел           | Защ     | 27      |      |      | Выжил в авиакатастрофе, в 2017 году продолжил играть за команду                      |
| 5  | Жозимар              | ПЗ      | 30      | 7    |      | Погиб                                                                                |
| 8  | Жил                  | ПЗ      | 29      | 7    | 1    | Погиб                                                                                |
| 10 | Иоран                | ПЗ      | 23      | 2    |      |                                                                                      |
| 16 | Рафаэл Бастос        | ПЗ      | 31      | 1    |      | После матча первой стадии перешёл в «Хатту» (ОАЭ)                                    |
| 17 | Тиагиньо             | ПЗ      | 22      | 7    |      | Погиб                                                                                |
| 18 | Матеус Битеко        | ПЗ      | 21      | 6    |      | Погиб                                                                                |
| 19 | Артур Майя           | ПЗ      | 24      | 2    |      | Погиб                                                                                |
| 20 | Клебер Сантана       | ПЗ      | 35      | 7    |      | Погиб, капитан команды                                                               |
| 26 | Сержио Маноэл        | ПЗ      | 27      | 7    |      | Погиб                                                                                |
| 30 | Ненен                | ПЗ      | 34      | 1    |      |                                                                                      |
| 7  | Лоренси              | Нап     | 20      | 2    |      |                                                                                      |
| 9  | Бруно Ранжел         | Нап     | 34      | 8    | 2    | Погиб                                                                                |
| 11 | Ананиас              | Нап     | 27      | 4    | 2    | Погиб                                                                                |
| 22 | Канела               | Нап     | 22      | 2    |      | Погиб                                                                                |
| 23 | Лукас Гомес          | Нап     | 26      | 6    | 1    | Погиб                                                                                |
| 25 | Эвертон Кемпес       | Нап     | 34      | 4    |      | Погиб                                                                                |
| 29 | Алехандро Мартинуччо | Нап     | 28      |      |      | Был включён в заявку на турнир, но из-за травмы ни разу не попадал в заявки на матчи |
|    | Кайо Жуниор          | Гл. тр. | 51      |      |      | Погиб                                                                                |

Тренерский штаб
- Кайо Жуниор — главный тренер †
- Дука — помощник тренера †
- Андерсон Пайшан — тренер по физподготовке †
- Боян — тренер вратарей †
- Сезинья — физиолог †
- д-р Марсио — медик †
- Рафаэл Гобато — физиотерапевт †
- Пипе Грос — специалист по анализу производительности †

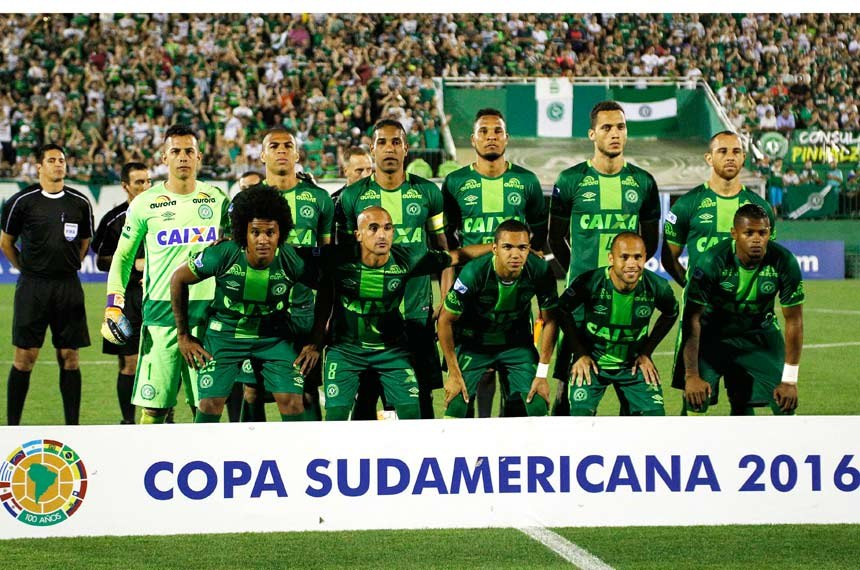
Игроки «Шапекоэнсе» в 2016 году

### После 2017 года
В 2017 году «Шапекоэнсе» вновь стал чемпионом штата. Благодаря победе в ЮАК команда дебютировала в Кубке Либертадорес, но не сумела выйти из группы, отправившись с третьего места в Южноамериканский кубок. В чемпионате Бразилии восстановленная команда сумела занять восьмое место — лучший результат в истории клуба. По итогам сезона 2019 команда впервые в своей истории вылетела из какого-либо дивизиона.
В 2020 году «Шапекоэнсе» не только в седьмой раз стал чемпионом штата Санта-Катарина, но и в последний момент выиграл бразильскую Серию B, опередив по разнице забитых и пропущенных мячей «Америку Минейро».

## Достижения
- Чемпион штата Санта-Катарина (7): 1977, 1996, 2007, 2011, 2016, 2017, 2020
- Победитель Кубка штата Санта-Катарина (2): 1979, 2006
- Серебряный призёр чемпионата штата Санта-Катарина (5): 1978, 1991, 1995, 2009, 2013
- Серебряный призёр Кубка штата Санта-Катарина (5): 1996, 2001, 2009
- Победитель Серии B (1): 2020
- Серебряный призёр Серии B (1): 2013
- Бронзовый призёр Серии C (1): 2012
- Бронзовый призёр Серии D (1): 2009
- Победитель Южноамериканского кубка (1): 2016[3]

## Статистика выступлений с 2010 года
| Сезон | Ранг | Турнир  | Место | И  | В  | Н  | П  | ГЗ | ГП | Очки |
| ----- | ---- | ------- | ----- | -- | -- | -- | -- | -- | -- | ---- |
| 2010  | 3    | Серия C | 7     | 10 | 3  | 4  | 3  | 10 | 10 | 13   |
| 2011  | 3    | Серия C | 5     | 14 | 6  | 3  | 5  | 25 | 19 | 21   |
| 2012  | 3    | Серия C | 3     | 22 | 9  | 6  | 7  | 27 | 14 | 33   |
| 2013  | 2    | Серия B | 2     | 38 | 20 | 12 | 6  | 60 | 31 | 72   |
| 2014  | 1    | Серия A | 15    | 38 | 11 | 10 | 17 | 39 | 44 | 43   |
| 2015  | 1    | Серия A | 14    | 38 | 12 | 11 | 15 | 34 | 44 | 47   |
| 2016  | 1    | Серия A | 11    | 38 | 13 | 13 | 12 | 49 | 56 | 52   |
| 2017  | 1    | Серия A | 8     | 38 | 15 | 9  | 14 | 47 | 49 | 54   |
| 2018  | 1    | Серия A | 14    | 38 | 11 | 11 | 16 | 34 | 50 | 44   |
| 2019  | 1    | Серия A | 19    | 38 | 7  | 11 | 20 | 31 | 52 | 32   |